# Djubga
Djubga - Джубга (rus) és un possiólok del krai de Krasnodar, a Rússia. Es troba a la desembocadura del riu Djubga en la riba oriental de la mar Negra, a 39 km al nord-oest de Tuapsé i a 82 km al sud de Krasnodar.
Pertanyen a aquest possiólok els pobles de Górskoie, Bjid, Defanovka i Moldavànovka i el khútor de Polkovnitxi.

## Història
Es fundà el 1864 l'stanitsa de Djubgskaia a l'emplaçament d'un assentament xapsug. Fou el lloc d'aquarterament del batalló costaner xapsug, que formava part de la línia defensiva de la mar Negra. Després de dissoldre's el batalló el 1870 fou retirat el grau d'stanitsa i fou anomenat Djubga. Poc després es convertí en poble. El 1905 tenia 74 llars de camperols russos i formava part administrativament de l'ókrug de Tuapsé. El 13 de juny del 1965 rebé el seu estatus actual de possiólok.